# Ophthalmolycus bothriocephalus
Ophthalmolycus bothriocephalus är en fiskart som först beskrevs av P. Pappenheim 1912.  Ophthalmolycus bothriocephalus ingår i släktet Ophthalmolycus och familjen tånglakefiskar. Inga underarter finns listade i Catalogue of Life.